# Circle Line
Circle Line es el nombre de una línea circular del Metro de Londres. Empezó a conocerse por esta denominación desde 1949, cuando su trayecto se independizó de las líneas Metropolitan y District, aunque ya en 1947, aparecía en los mapas de la red de Metro. En muchas ocasiones se la denomina "línea virtual", ya que no tiene estaciones que use de forma exclusiva. Esto se debe a que la línea se creó a partir de dos líneas ya existentes (ver historia más abajo). Tan solo existen dos secciones recorridas exclusivamente por la línea: los enlaces entre High Street Kensington y Gloucester Road, y entre Tower Hill y Aldgate. La línea enlaza con la mayoría de las estaciones de tren de Londres.
Al norte, este y oeste del centro de la ciudad, la línea coincide aproximadamente con la zona 1 de Travelcard. Al sur se aleja bastante del límite de la zona 1. Esta línea, junto con la Waterloo & City, es la única cuyo recorrido pertenece completamente a la zona 1.
Como su nombre indica, los trenes recorren continuamente la línea. Un viaje completo toma alrededor de 45 minutos, pero los horarios obligan a cada tren a realizar una parada de dos minutos en High Street Kensington y en Aldgate, haciendo que el tiempo total sea de 49 minutos. Así, la línea puede operar con siete trenes en cada dirección, con una frecuencia de siete minutos. La línea tiene 27 estaciones y una longitud de 22,5 km (14 millas). Si el recorrido a realizar es de norte a sur o viceversa, existen otras líneas que ofrecen recorridos más rápidos.

## Historia
El origen de la línea está en unas Actas del Parlamento de 1853 y 1854 en las cuales se autorizaba a Metropolitan Railway y a Metropolitan District Railway a completar un "Inner Circle"" (círculo interior) en Londres. Debido a ciertas diferencias entre ambas empresas, hubo que esperar hasta el 6 de octubre de 1884 para que esta línea empezara a trabajar. Los primeros vehículos trabajaban con locomotoras de vapor; en 1900 se realizaron las primeras pruebas con locomotoras eléctricas. Tras resolver algunos problemas relacionados con la alimentación eléctrica, los primeros trenes eléctricos fueron introducidos el 24 de septiembre de 1905.
Este círculo interior fue seguido por un Outer Circle (círculo exterior), y por un Middle Circle (círculo intermedio); durante algún tiempo incluso llegó a existir un Super Outer Circle (círculo súper exterior). En ninguno de estos casos estamos hablando de un círculo completo: el Outer Circle, por ejemplo, seguía las líneas de la North London Railway y la West London Railway desde la estación de Broad Street hasta la de Willesden Junction y Addison Road (actualmente Kensington (Olympia)), continuando por la línea District para finalizar en Mansion House.Actualmente, Trasport for London está construyendo una nueva línea circular en superficie que operará el Overground.

### Ataques terroristas del 7 de julio de 2005
El 7 de julio de 2005, dos trenes de la línea Circle se vieron afectados por la explosión de sendas bombas. Las explosiones ocurrieron casi simultáneamente a las 08:50 BST (GMT+1), una entre la Liverpool Street y Aldgate, y otra en un tren en Edgware Road, causando daños a ese tren y a otro más que en ese momento atravesaba la estación.
Tras los ataques, la línea entera fue cerrada. Mientras que la mayoría de las otras líneas fueron reabiertas el 8 de julio, la Circle permaneció cerrada durante más tiempo, siendo reabierta casi un mes después de los ataques, el 4 de agosto. Al menos 14 personas murieron por las explosiones en esta línea. Una tercera explosión se registró en la línea Piccadilly entre King's Cross St Pancras y Russell Square.

## Material rodante
S7 Stock en la Circle Line
Los S7 Stock son trenes de pasajeros que forman parte de la flota S Stock del metro de Londres. Fueron introducidos para modernizar las líneas de superficie, reemplazando al antiguo C69/C77 Stock que circulaba en la Circle Line desde los años 70.
Características técnicas
- Fabricante: Bombardier Transportation (Derby, Inglaterra)
- Familia: Movia
- Cantidad de coches: 7 por tren
- Longitud total: 117.45 metros
- Capacidad: Hasta 1.209 pasajeros
- Velocidad máxima: 100 km/h
- Sistema eléctrico: 750 V DC (cuarta vía)
- Frenado regenerativo: Devuelve hasta un 20% de la energía al sistema
- Accesibilidad: Piso bajo, espacios para sillas de ruedas, puertas amplias
Tecnología y seguridad
- Control automático: Sistema CBTC (Communications-Based Train Control)
- Pantallas LED: Indicadores de destino y línea, internos y externos
- Anuncios automatizados: Voz digital para estaciones y seguridad
- CCTV: Cámaras en todos los coches
- Pasillos abiertos: Conexión entre coches para facilitar el movimiento
Historia y reemplazo
- Inicio de servicio en la Circle Line: Julio de 2012
- Reemplazo completo del C Stock: Febrero de 2014
- Motivo del cambio: Mayor capacidad, accesibilidad, eficiencia energética y confiabilidad
Operación en la Circle Line
La Circle Line es una línea circular que conecta estaciones clave como Paddington, King’s Cross St. Pancras, Liverpool Street, Tower Hill y Victoria. Los S7 Stock operan en toda la línea, tanto en sentido horario como antihorario, ofreciendo:
- Mayor espacio para pasajeros en horas pico
- Mejor ventilación gracias al aire acondicionado
- Información clara y actualizada en pantallas y anuncios

## Futuro
La línea Circle podría dejar de existir como tal en el año 2011, pasando a formar parte de la línea Hammersmith & City, la cual pasaría a tener forma espiral. Esta nueva ruta partiría de Hammersmith hacia Paddington, y a partir de ahí realizaría un círculo completo siguiendo la actual Circle, para acabar en Edgware Road.
Las líneas circulares tienen un problema intrínseco de puntualidad. Los trenes están circulando constantemente, por lo que tienen pocas posibilidades de recuperar el tiempo perdido si se produce un retraso. Un único retraso puede tener grandes consecuencias y ser mucho más notorio que si sucede en líneas no circulares. Un método para recuperar el tiempo perdido puede ser creando paradas más largas en algunas estaciones, pero repercute en una mayor duración del viaje y en menor frecuencia de trenes. Por tanto, la propuesta de una ruta en espiral eliminaría este problema ya que podría realizarse una mejor recuperación de tiempo perdido en los extremos de la línea.

## Estaciones
En el sentido de las agujas del reloj, partiendo desde Paddington
- Paddington, intercambio con la Línea Principal del Great Western
- Edgware Road
- Baker Street
- Great Portland Street
- Euston Square, intercambio con Euston station y West Coast Main Line
- King's Cross St Pancras, intercambio con Midland Main Line y East Coast Main Line
- Farringdon
- Barbican
- Moorgate
- Liverpool Street, intercambio con Great Eastern Main Line
- Aldgate
- Tower Hill
- Monument
- Cannon Street
- Mansion House
- Blackfriars (estación)
- Temple (estación)
- Embankment (estación)
- Westminster (estación)
- St. James's Park
- Victoria Station
- Sloane Square
- South Kensington
- Gloucester Road
- High Street Kensington
- Notting Hill Gate
- Bayswater

## Trivia
- La Circle Line Pub Crawl (algo así como "baratón", o maratón de bares, de la línea Circle) visita cada estación de la línea Circle, bebiendo algo en un pub cercano a cada una. Este evento es muy popular el sábado más cercano al día de Waitangi, que se celebra el 6 de febrero.

- En el año 2004 se celebraron hasta tres Circle Line Party (fiestas espontáneas no autorizadas por ninguna autoridad y que tienen lugar en los vagones de los trenes). Estas fiestas son promovidas por organizaciones como los Space Hijackers.

- El compositor Robert Steadman escribió una composición experimental titulada Mind the Gap para violonchelo y orquesta, que representa un viaje por la línea Circle. Al comienzo y al final se escucha el conocido "¡Mind the Gap!".

- Debido a que los trenes circulan constantemente en la misma dirección a lo largo de la línea, el desgaste en las ruedas es desigual. Para evitarlo, seis trenes al día hacen el recorrido entre Tower Hill y Liverpool Street a través de Whitechapel y Aldgate East, en lugar de por Aldgate. Esto hace que el tren dé la vuelta.

- La línea Circle es mencionada en la canción "Circle" del grupo Siouxsie and the Banshees, que se encuentra en el álbum A Kiss in the Dreamhouse, de 1982.